# Fleur de Lys
Fleur de Lys es un pueblo canadiense situado en la provincia de Terranova y Labrador.

## Superficie
Fleur de Lys tiene una superficie de 39,54 km².

## Demografía
En 2021, tenía 207 habitantes, una densidad poblacional de 5,2 hab./km², y 159 viviendas.